# Julia Dietze
Julia Dietze est une actrice allemande née le 9 janvier 1981 à Marseille.

## Biographie
Julia Dietze est la fille de l'artiste allemand, illustrateur et peintre, Mathias Dietze. Sa mère est originaire de Marseille. Julia Dietze a grandi avec ses deux plus jeunes sœurs à Munich. Julia Dietze a découvert très tôt son amour du théâtre, de la littérature et surtout du cinéma.
En 2021, dans un segment pour The Daily Show, Dietze a comparé les mesures de santé publique américaines pour combattre la pandémie de COVID-19 à "l'époque hitlérienne" .

## Filmographie

### Cinéma

#### Longs métrages
- 2002 : Les Poissons sauteurs (Fickende Fische) de Almut Getto : Julia
- 2003 : Soloalbum (de) de Gregor Schnitzler : Franziska
- 2004 : Pura Vida Ibiza (de) de Gernot Roll : Carola
- 2004 : Parfum d'absinthe (Was nützt die Liebe in Gedanken) de Achim von Borries : Lotte
- 2005 : Erkan & Stefan in Der Tod kommt krass (de) de Michael Karen : Sandy
- 2005 : Oktoberfest de Johannes Brunner : Lisa
- 2008 : Warum du schöne Augen hast de Yannis Banuls : Anabel
- 2008 : Lauf um Dein Leben – Vom Junkie zum Ironman (de) de Adnan G. Köse : Pia
- 2008 : Robert Zimmermann wundert sich über die Liebe de Leander Haußmann : Lorna
- 2008 : Little Paris de Miriam Dehne : Silver
- 2008 : 1½ Ritter – Auf der Suche nach der hinreißenden Herzelinde (de) de Til Schweiger : Princesse Herzlinde
- 2009 : Lucky Fritz de Stephen Manuel : Gretchen Henderlein
- 2010 : Offre moi ton cœur (Schenk mir dein Herz) de Nicole Weegmann : Alice
- 2011 : Dating Lanzelot (de) de Oliver Rihs : Julie
- 2011 : 205 – Room of Fear (en) de Rainer Matsutani : Annika
- 2012 : Slave de Jorgo Papavassiliou : Evelyn
- 2012 : Iron Sky de Timo Vuorensola : Renate Richter
- 2013 : Einmal Hans mit scharfer Soße (de) de Buket Alakuş : Julia
- 2013 : Autumn Blood de Markus Blunder : la femme du bucher
- 2014 : Vergrabene Stimmen de Numan Acar : Aenna
- 2014 : Bullet de Nick Lyon : Brooke Madison
- 2015 : Nichtschon wieder Rudi! de Oona-Devi Liebich et Ismail Sahin : Julie
- 2015 : Halbe Brüder (de) de Christian Alvart : Esther
- 2016 : Plan B: Scheiß auf Plan A de Ufuk Genc et Michael Popescu : Victoria
- 2016 : 5 Frauen de Olaf Kraemer : Stephanie
- 2017 : Un prof pas comme les autres 3 (Fack Ju Göhte 3) de Bora Dagtekin : Angelika Wiechert
- 2017 : Onkel Wanja de Anna Martinetz : Elena
- 2017 : Montrak de Stefan Schwenk
- 2019 : Iron Sky 2 de Timo Vuorensola : Renate Richter
- 2019 : Berlin, I Love You : Tania

#### Courts métrages
- 2002 : Cuba de Maurus von Scheidt : Mara
- 2003 : Lili de Eva Marcel Jura : Lili
- 2004 : Männlich, ledig, Jung sucht... de Nikolaus von Uthmann : Connie
- 2005 : Black Strawberries de Nikias Chryssos : Nathalie
- 2007 : Ein Fall für KBBG (de) de Daniel Rakete Siegel : Becky
- 2013 : Berlin Angels de Jens Roth : Lisa
- 2014 : The Dark Tenor: The Beginning : une combattante

### Télévision

#### Séries télévisées
- 2002 : Für alle Fälle Stefanie : Anna Ritter (1 épisode)
- 2004 : En quête de preuves : Dora Frey (1 épisode)
- 2005 : Das geheime Leben der Spielerfrauen : Désiré Fischer (4 épisodes)
- 2006 : Vice Squad : Paula Escher (1 épisode)
- 2006 : Une famille en Bavière : Caroline "Caro" (3 épisodes)
- 2006 : Die Märchenstunde (de) : Mimi (1 épisode)
- 2007 : Un cas pour deux (Ein Fall für zwei) : Sandra Solina (1 épisode)
- 2007 : Lilly Schönauer – Umweg ins Glück (de) : Charlotte "Charly" Stein (1 épisode)
- 2009 : Tatort : Anett Berger (1 épisode)
- 2009 : Nachtschicht – Wir sind die Polizei (de) : Yvonne (1 épisode)
- 2011 : SOKO Köln : Lisa Mehring (1 épisode)
- 2011 : Rosa Roth : Miriam Möller (1 épisode)
- 2012 : Die Bergretter : Miriam (1 épisode)
- 2013 : Soko, brigade des stups : Tatjana Herbst (1 épisode)
- 2013 : Morden im Norden : Merle Jensen (1 épisode)
- 2014 : Crossing Lines : Silke Beck (épisode 5, saison 2)
- 2015 : Wilberg : Claudine Carrier (1 épisode)
- 2017 : Alerte Cobra : Lara (1 épisode)

#### Téléfilms
- 2002 : Ghetto Kids de Christian Wagner : Kathi Solinger
- 2003 : Mädchen Nr. 1 de Stefan Holtz : Denise Hammerstein
- 2003 : L'École de l'amour d'Annette Ernst : Mandy
- 2003 : Echte Männer? de Christian Zübert : Melli
- 2003 : Sie Stimmen de Rainer Matsutani
- 2006 : Liebes Leid und Lust d'Ulrich Zrenner : Hanna Walser
- 2007 : Schöne Aussicht d'Erwin Keusch : Caroline Wiegand
- 2008 : Werther d'Uwe Janson : Romy
- 2012 : Kreutzer kommt … ins Krankenhaus de Richard Huber : Lyss
- 2012 : Appelez le 112 (Geisterfahrer) de Lars Becker : Lola König
- 2013 : Der große Schwindel de Josh Broecker : Jeannette
- 2014 : Le cœur des femmes (de) de Sophie Allet-Coche : Mira